# Pär Zetterberg
Pär Johan Zetterberg, född 14 oktober 1970 i Falkenberg, är en svensk före detta professionell fotbollsspelare (mittfältare) som under sin karriär vann sex belgiska ligaguld och tre grekiska. Han blev vald till årets fotbollsspelare i Belgien tre gånger (1993, 1997 och 1998) och blev år 1997 dessutom utsedd till Sveriges bästa fotbollsspelare då han tilldelades Guldbollen.

## Karriär
Zetterberg började sin karriär i Falkenbergs FF, men hann bara spela sju matcher i A-laget innan han som sextonåring, blev Sveriges första ungdomsproffs när han gick till RSC Anderlecht 1986. Efter ett antal år i klubbens ungdomslag närmade han sig A-truppen och mötte då sin första motgång när han drabbades av typ 1-diabetes. Lagets tränare förklarade att han inte trodde Zetterberg skulle klara av en fotbollskarriär på toppnivå med den sjukdomen och han lånades därför ut till Charleroi. Efter två säsonger kallades han tillbaka till Anderlecht 1993.  
Vid det här laget började hans framgångar uppmärksammas. Förbundskaptenen Tommy Svensson fick upp ögonen för Zetterberg och han togs ut till sin första landskamp i VM-kvalmatchen mot Österrike 19 maj 1993.
När Sverige sedan tog sig vidare till VM i USA 1994 så drabbades han av nästa motgång i karriären, när han blev knäskadad strax innan och tvingades avstå mästerskapet när Sverige tog brons. 
Han fortsatte sedan karriären i Anderlecht efter att han hämtat sig från sin skada och 1997 stod han på toppen av sin karriär. Han var given i Tommy Svenssons landslag, men man misslyckades med att kvala in sig till både EM i England och VM i Frankrike, och Zetterberg missade ännu ett mästerskap med landslaget. Han blev tilldelad Guldbollen 1997, men förbundskapten Svensson hade bestämt sig för att sluta leda landslaget. Detta beslut skulle få stor inverkan på Zetterbergs fortsatta landslagskarriär.  
Landslaget skulle i fortsättningen ledas av Tommy Söderberg och Lars Lagerbäck och den första kvalmatchen till EM 2000 spelades mot England 5 september 1998. Zetterberg, som var given i startelvan, fick känning av sin diabetes strax innan matchen och tvingades avstå den. Sverige vann matchen, och det visade sig sedan att Zetterberg skulle ha svårt att passa in i det nya spelsystemet, och han kom till sist på kant med de svenska förbundskaptenerna och han beslutade sig för att lämna landslaget. EM-kvalmatchen mot Luxemburg 8 september 1999 blev Zetterbergs sista landskamp.
Han fortsatte att spela för Anderlecht till sekelskiftet, när han 30 år gammal blev erbjuden ett kontrakt med grekiska storklubben Olympiakos. Han spelade för grekerna i tre år innan han återvände till Anderlecht där han avslutade karriären 5 maj 2006 och blev enormt hyllad i avslutningsmatchen. Han fortsatte som talangscout för klubben. Zetterberg spelade oftast som spelfördelare och var även en duktig frisparksskytt.

## Privatliv
Efter sin fotbollskarriär spelade Zetterberg innebandy i den belgiska toppligan i svensklaget Waterloo Lions. Han medverkade även i tv-serien Matchen 2006.
Han är bror till digitaliseringschefen Åsa Zetterberg.

## Meriter
- Belgisk mästare 1991, 1994, 1995, 2000, 2004  och 2006
- Belgisk cupmästare 1994
- Grekisk mästare 2001, 2002 och 2003
- Grekisk cupmästare 2001 och 2002
- Guldbollen: 1997
- Gouden Schoen: 1993, 1997